# Болгари в Угорщині

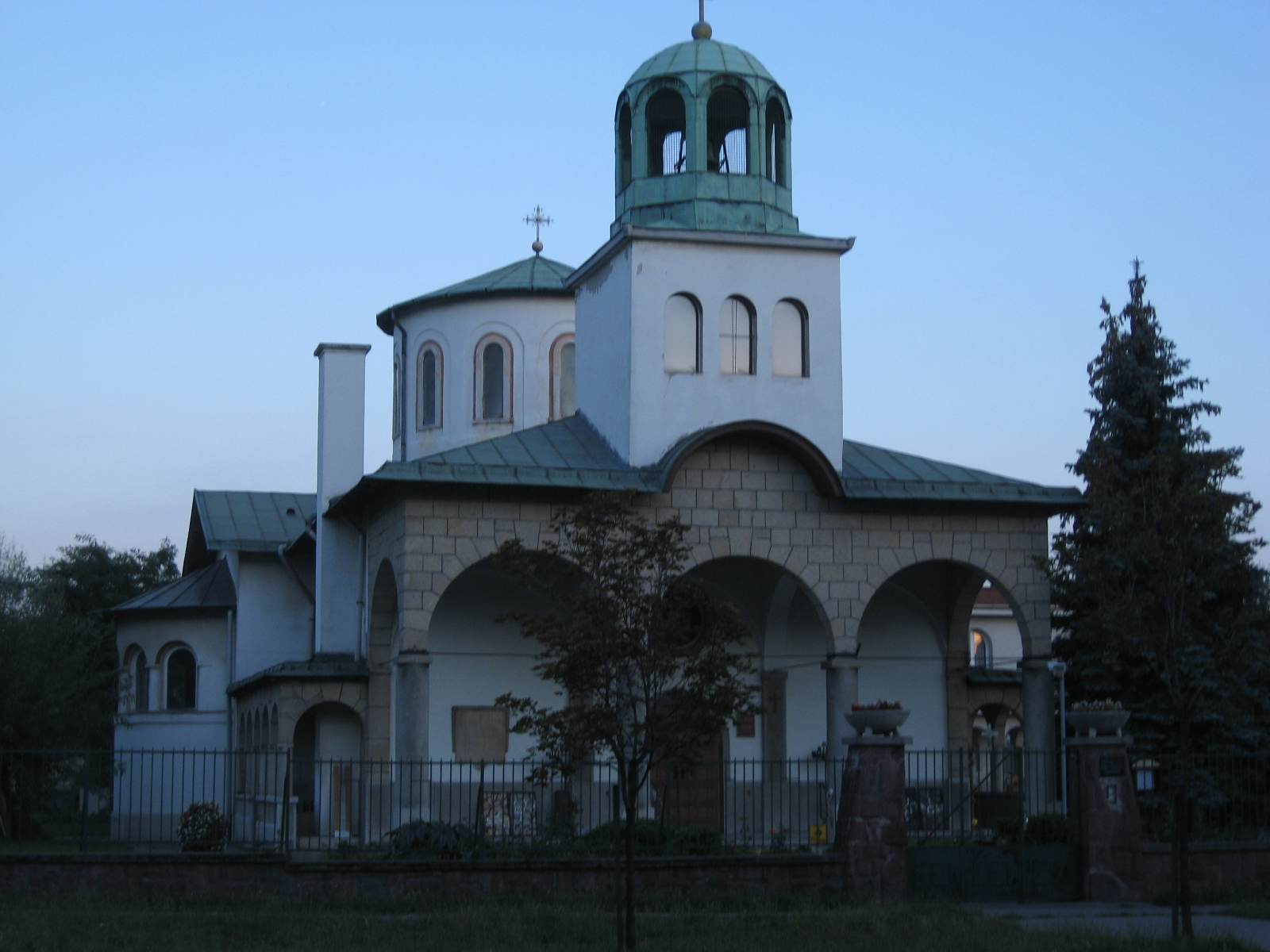
Болгарська православна церква св. Кирила й Методія

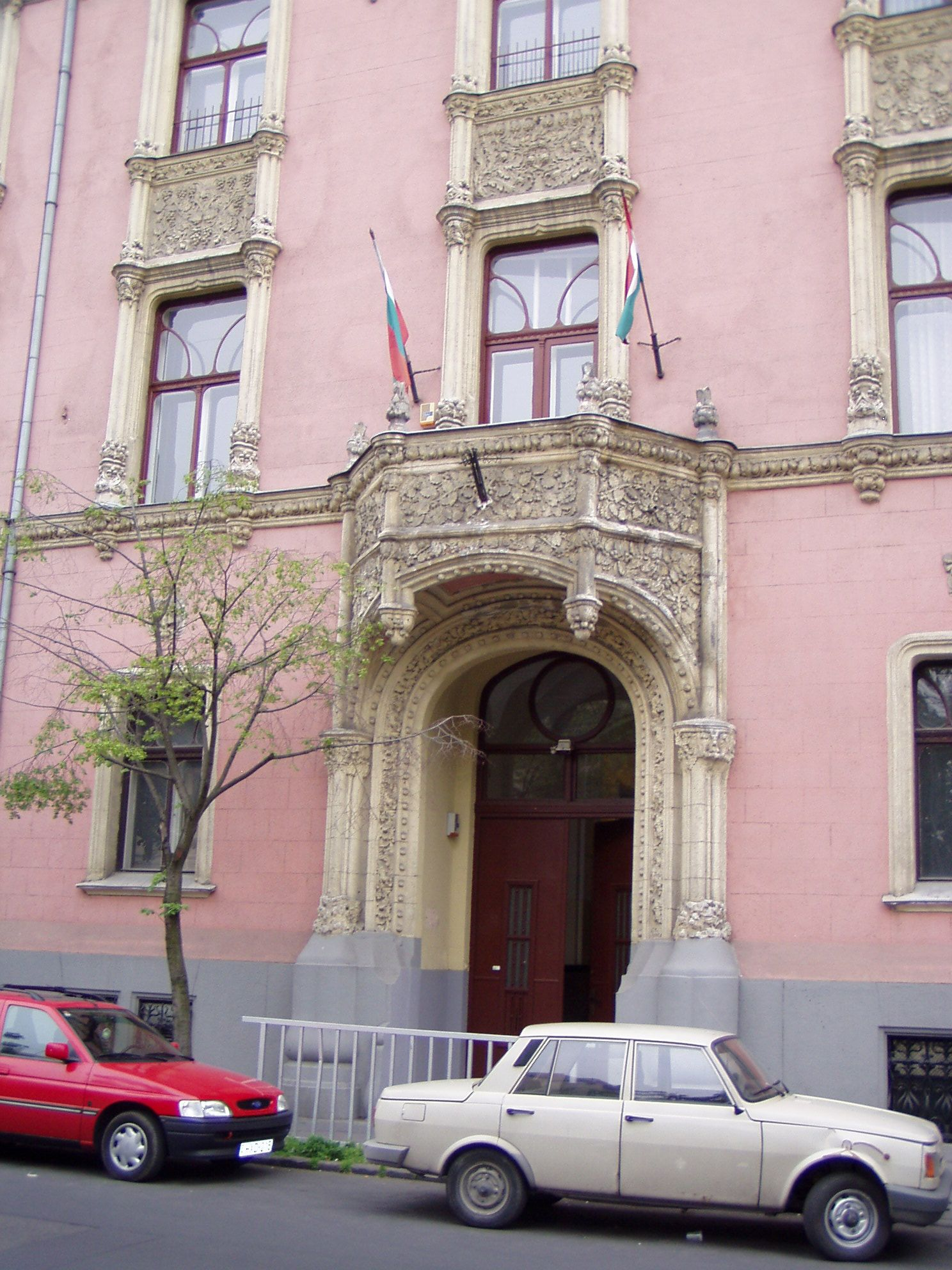
Болгаро-угорська школа ім. Христо Ботева в Будапешті

Болгари в Угорщині (угор. Magyarorszagi bolgarok) - одна з 13 офіційно визнаних національних меншостей в Угорщині відповідно до Закону про права національних і етнічних меншин, прийнятого угорським парламентом 7 липня 1993. За даними перепису 2001 року їхня чисельність становить 2316 чоловік або 0,02% від загальної чисельності населення в країні. За неофіційним даними їхня чисельність коливається від 2000 до 7000 чоловік.
У Ранньому Середньовіччі більша частина сучасної Угорщини входила до складу першого Болгарського царства. За однією з версій болгарський хан Крум народився в Паннонії, а болгарські намісники Салан, Радий, Охтум (Ахтум), Сермон і Меноморут управляли областями Срем, Банат, Бачка і частиною Трансільванії в IX-XI століттях відповідно до Геста Гунгарорум (Gesta Hungarorum).
Північне угорське місто Сентендре і околишні села були заселені болгарами ще в середньовіччя. В XVIII столітті околиці Сентендре були заселені переселенцями з Чипровця, що втекли після поразки чипровского повстання. В XVI столітті під Вишеградом одне із сіл називалося «Болгар Фалу» (Болгарське село). Болгарські біженці, що покинули Османську імперію, уперше згадуються як жителі цього регіону в 1428 році. Згодом, однак, вони асимілювалися з угорським населенням.
Болгари-католики, що переселилися в Банат, відомі сьогодні як друга хвиля еміграції. У болгарських публікаціях міжвоенного періоду їхня чисельність звичайно округляється до 10 тисяч.
Проте, нинішня болгарська громада є нащадками городників і інших фахівців, які іммігрували в Австро-Угорщину у більших групах в XVIII, XI і XX століттях до Першої світової війни. В 1857 році болгари нараховували 2815 чоловік, і до 1870 року їхня чисельність істотно не змінилася.
Найстарша болгарська організація, Асоціація болгар Угорщини, заснована 1914 з ініціативи Лазаря Іванова з Тетевена. Болгарська церковна громада - 1916, а перша школа — 1918. В 1932 році в Будапешті збудована Болгарська православна церква св. Кирила й Методія.
Болгарська громада видає газету «Болгарські звістки» і журнал «Хемус», а також значну кількість книг. Крім того, існує цілий ряд колективів народного танцю, театр, кілька оркестрів, болгарська школа рідною мовою й болгаро-угорська середня школою ім. Христо Ботева.